# Ameisen-Sichelwanze

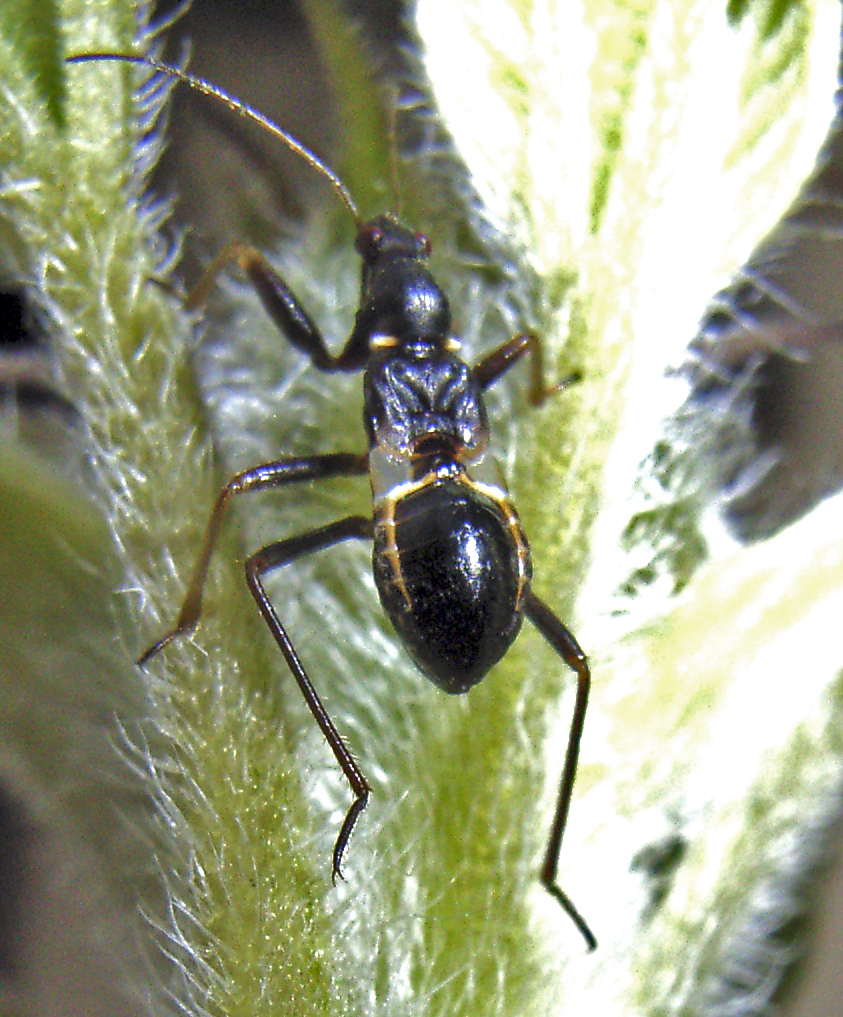
Himacerus mirmicoides, Nymphe

Die Ameisen-Sichelwanze (Himacerus mirmicoides) (Syn.: Nabis mirmicoides und Aptus mirmicoides), auch Ameisenähnliche Sichelwanze genannt, ist ein zur Familie der Sichelwanzen (Nabidae) gehörendes Insekt innerhalb der Unterordnung der Wanzen (Heteroptera). Der Name „Ameisen-Sichelwanze“ wurde ihr aufgrund der Ähnlichkeit ihrer Nymphen mit Ameisen gegeben, so bedeutet auch das griechische Epitheton mirmicoides „ameisenähnlich“.

## Verbreitung und Lebensräume
Die Wanze ist in ganz Europa mit Ausnahme des äußersten Nordens verbreitet. Im Süden kommt sie bis nach Nordafrika, im Südosten bis in den Kaukasus vor. In Deutschland ist die Wanze nach Norden deutlich seltener zu finden. Im Süden und in Österreich tritt sie stellenweise sehr häufig auf. In den Alpen lebt sie bis in Höhenlagen von etwa 1300 Meter über Normalnull.
Die Tiere besiedeln sehr unterschiedliche Biotope. Sie leben sowohl an trocken-warmen und offenen Standorten mit niedriger Krautschicht als auch an feuchten, durch Gehölze beschatteten Plätzen. In Norddeutschland besiedelt sie nur wärmebegünstigte Standorte.

## Merkmale und Lebensweise
Die erwachsenen Sichelwanzen (Imagines) erreichen Körperlängen zwischen 7 und 8,7 Millimetern und sind damit deutlich kleiner als die recht ähnliche Baumsichelwanze (Himacerus apterus). Die Grundfärbung ist dunkelbraun bis rötlich. Die Fühler sind deutlich kürzer als der Körper. Die Halbdecken (Hemielytren) sind in unterschiedlichem Maße verkürzt, aber immer länger als bei H. apterus. Die Membrane der Vorderflügel sind dunkel gefleckt, ebenso die hellen Beine. Das Corium ist meist rötlich gefärbt. Selten sind die Flügel normal lang. Der Hinterleib beider Geschlechter ist etwas verbreitert mit häufig helleren Flecken auf jedem Segment des Hinterleibsrandes (Konnexivum), welches zugleich etwas nach oben gebogen ist. Die dunklen Larven sehen im äußeren Erscheinungsbild Ameisen ähnlich. Bei älteren Larven wird dieser Eindruck durch zwei weiße Flecke an der Hinterleibsbasis, welche eine Ameisentaille vortäuschen, verstärkt. Ob eine spezifische Beziehung zu Ameisen besteht, ist noch nicht eindeutig erwiesen.
Die Sichelwanzen ernähren sich ausschließlich räuberisch meist von Insekten und anderen Gliedertieren. Eine Bevorzugung bestimmter Beutetiere scheint nicht vorzuliegen. Sie jagen am Boden umherlaufend, sind aber auch in den Kronen von Laub- und Nadelbäumen auf Nahrungssuche. Am häufigsten sind die Imagines in den Strauchschichten anzutreffen.
Die Wanzen überwintern im Erwachsenenstadium an trockenen und geschützten Plätzen. Im Frühjahr erfolgt ab April die Eiablage in Pflanzenstängel. Die Larven sind den ganzen Sommer über zu finden. Die erwachsenen Tiere der neuen Generation erscheinen ab Ende Juli oder Anfang August.